# Carta partida

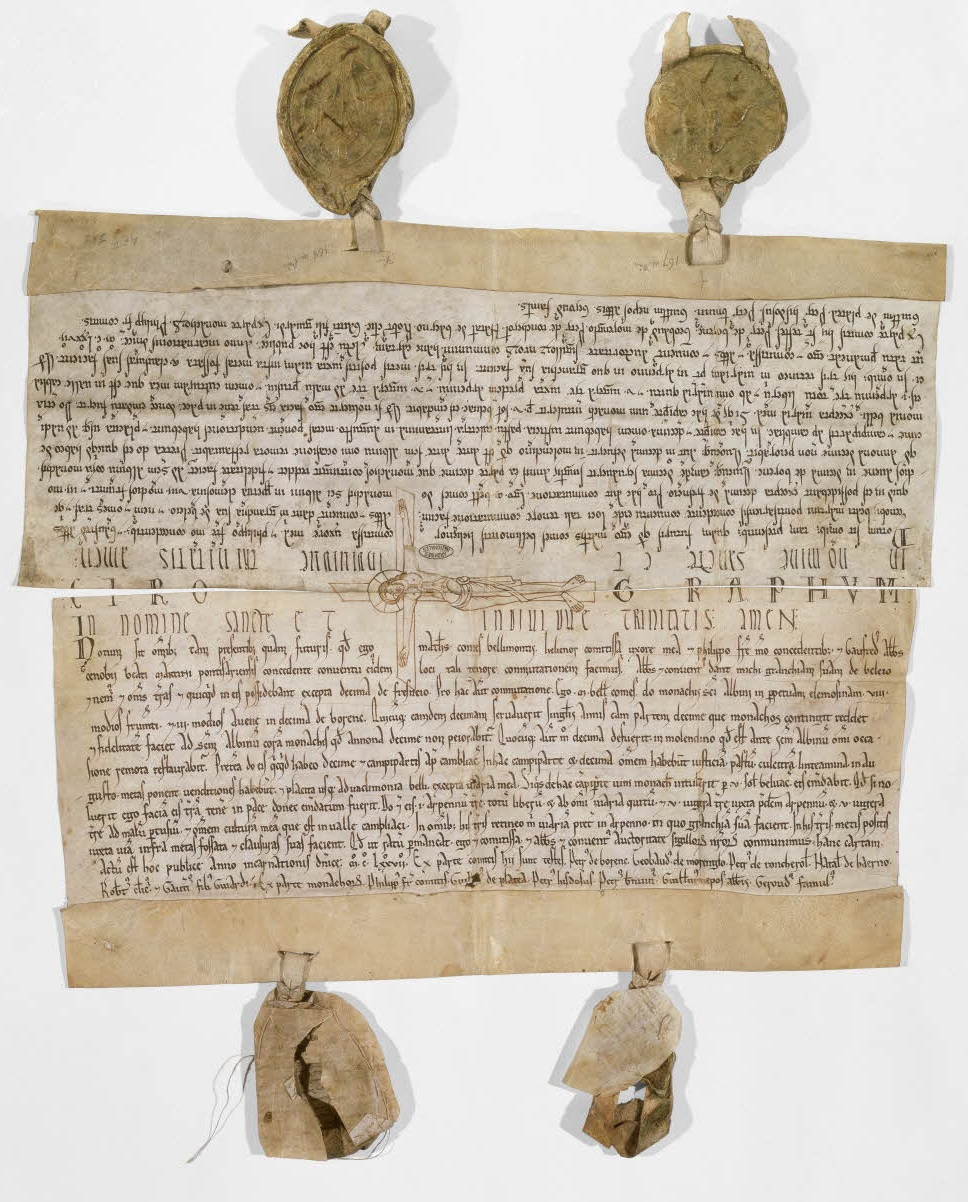
Exemple de carta partida.

En diplomàtica, s'anomena carta partida a un document en el qual hi figuren dues (o més de dues) còpies d'un contracte o un text important en un únic full de pergamí. A la part que separava les còpies hi anava un text, o un dibuix. Un cop acabat el document es tallava i cada signatari es quedava amb una de les còpies. La part tallada de cada còpia havia de coincidir, fet que permetia comprovacions posteriors i dificultava la falsificació.

## Quirògraf
Un quirògraf, derivat del llatí chirographum, designava inicialment qualsevol document amb signatura autògrafa. Més tard, en algunes contrades va passar a tenir el significat de carta partida. Els documents papals (signats per un papa), amb independència del format escollit, eren anomenats quirògrafs.

## Descripció

### Nombre de còpies
Les cartes partides constaven, generalment, de dues còpies. També n'hi havia de tres i quatre còpies.

### Materials
Principalment foren escrites sobre pergamí o un material similar basat en pell adobada. També hi ha cartes partides escrites sobre paper.

### Forma
Abans de la "partició", el document constava de dues còpies "idèntiques" escrites sobre un mateix full de pergamí. Entre les dues còpies hi havia una separació o divisió, que era la part per on s'havia de tallar el document.

### Complements
Sovint, una carta partida constava de signatures de testimonis, segells amb cintes i complements similars.

### Divisió
En la zona que separava les dues còpies, hom hi escrivia una paraula, unes quantes lletres o, a vegades un dibuix.
- La paraula CIROGRAPH (sense la lletra h) era molt freqüent en documents.
- En Occitània i Catalunya era típic escriure algunes lletres de l'alfabet (en variacions de majuscules, minúscules, en diferents colors…). La designació genèrica era: carta partida per A.B.C.[5]

### Separació en parts
Un cop escrit el document calia tallar-lo per a separar les diverses còpies. Es podia tallar per la zona de la divisió abans esmentada amb un tall recte, un tall dentat o un tall ondulat.

## Història
No es coneix l'origen exacte de les cartes partides en la seva forma definitiva. Segons l'expert Arthur Giry, els exemplars més antics conservats són els següents:
- Una de les còpies (la part inferior) d'una carta partida (sense data però abans de 1060) de l'època de Enric I de França que fa referència a l'abadia de Sainte-Geneviève. El lema o divisa escrit en la divisió de la carta era: PETRVS • PAULVS • GENOVEFA.
- De la mateixa època que l'anterior, es conserva la part superior d'una carta partida per A.B.C. sobre un acord entre el bisbe de Girona i el comte de Foix, Roger. (Ref.: Arthur Giry. Manuel de diplomatique. Pàg. 510).[5]

## Exemples notables

### Documents conservats
Tenint en compte el valor legal de les cartes partides, molts arxius conservaren milers de còpies d'aquests documents durant molt de temps. Les guerres, els incendis i altres incidents feren desaparèixer definitivament molts dels arxius tradicionals. Una de les excepcions és la del arxiu municipal de Nivelles. Conservades als Archives de l'État de Brabant (Louvain-la-Neuve), hi ha unes 65.000 cartes partides.

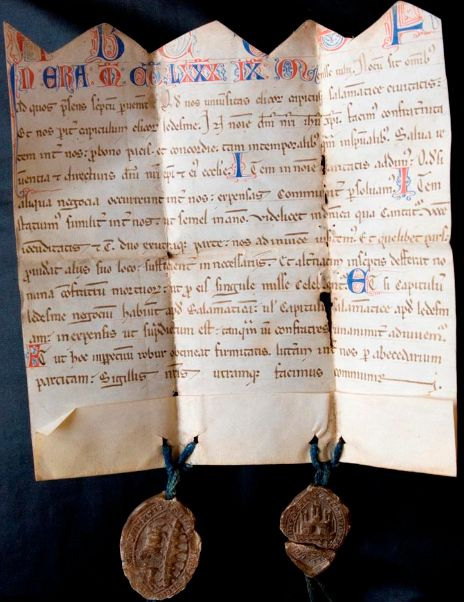
Carta partida en A.B.C. de la clerecia de Ledesma(any 1252), amb tall indentat i dos segells.
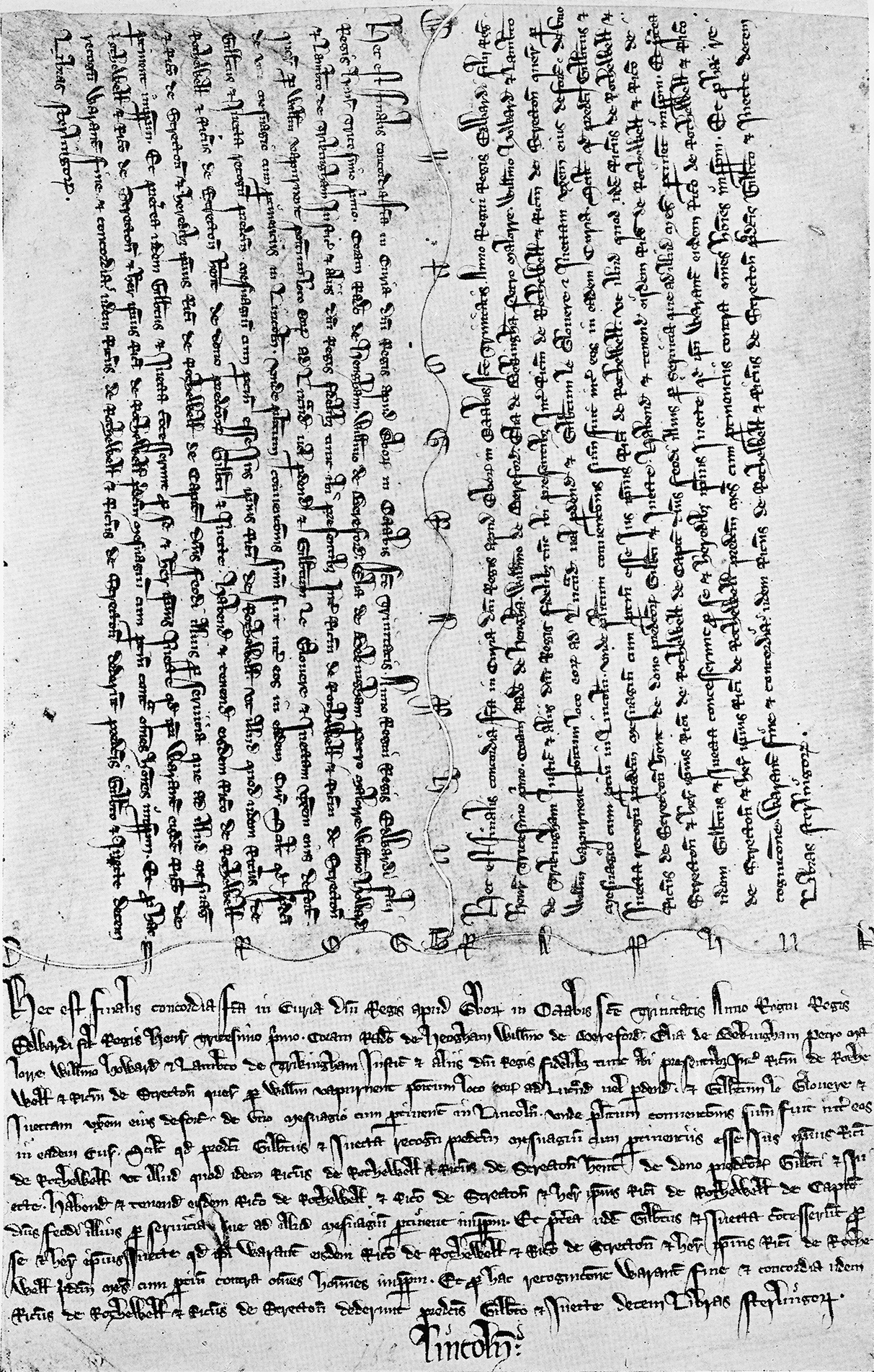
Carta partida de tres còpies, sobre un contracte de terres a Lincoln (any 1303). Tall ondulat.

### Esments en literatura i altres
- 1077? Furs de Jaca.[7]
- Crònica de Bernat Desclot.[8]
- Crònica de Ramon Muntaner.[9]
- 1261.[10]
- 1307. Cabildo de Mèrida.[11]
- 1314.[12]
- 1443. Lletra de batalla.[13]
- 1471. Lletra de batalla real.[14]
- 1490. Tirant lo Blanc. Lletres de batalla.[15][16]